# Джоґіндер Сінґг (хокеїст на траві)
Джоґіндер Сінґг (3 серпня 1940 — 6 листопада 2002) — індійський хокеїст на траві.
Олімпійський чемпіон 1964 року, срібний призер 1960 року.
Срібний призер Азійських ігор 1962 року.